# Базисна враждебност
Базисната враждебност (на английски: Basic Hostility) е психологическа концепция за първи път описана от психоаналитичката Карен Хорни. Тя е ефект на Базисното зло. Хорни я описва като лоша нагласа, която се развива в детето в резултата на базисното зло като родителско малтретиране. Детето е малтретирано и се ядосва, но не може да направи нищо, тъй като е зависимо от човека, който го малтретира.

## Модел на Базисната враждебност
- Детето иска да напусне, но не може. Макар че детето иска да избегне малтретирането, родителите му го извършват.
- Детето не може да се премести или да се бори с родителите, защото е зависимо от тях.
- Така детето пренасочва чувствата и изразяването на враждебността си към хора, от които не е зависимо.